# Бережницький Богдан Теофілович
Бережни́цький Богда́н Теофі́лович (15 серпня 1887, Самбір — 30 грудня 1965, Відень) — український віолончеліст, педагог; концертмейстер у Віденській народній опері («Фольксопера»); гастрольне турне з Василем Барвінським; професор Львівського Вищого музичного інституту.

## Життєпис
Навчався у Львівській консерваторії, у Лейпцигу в професора Юліуса Кленґеля. Від 1913 року — в оркестрі Оскара Недбала (Відень), від 1918 року працював у Львівському оперному театрі. 1919—1924 роки — професор Вищого музичного інституту (Львів). Від 1928 року — концертмейстер у віденській «Фольксопері»; член квартету Гуго Ґоттесмана (Відень). Гастролював із Василем Барвінським (партія фортепіано) Галичиною (1923), виступав у Львові (1924—1929), Києві, Харкові, Одесі, Дніпрі (усі — 1929), містах Австрії та Німеччини.
Документально засвідчений концерт Богдана Бережницького з Василем Барвінським у Дніпрі відбувся 17 жовтня 1928 року на сцені театру ім. Луначарського (до революції - Зимовий театр). За словами рецензента Андрія Ирія (Андрія Авраменка), "концерт пройшов з великим художнім успіхом, тисячна авдиторія дуже тепло прийняла гостей". ("Зоря", Дніпропетровськ, 1928. - ч. 10. - С. 23).

### Репертуар
Виконував твори:
- Василя Барвінського («Мала сюїта», «Варіації на українську народну пісню», «Ноктюрн», «Колискова», «Мелодія», «Думка», «Соната»),
- Олександра Глазунова («Іспанська серенада», «Пісня Менестреля»),
- Дмитра Бортнянського («Рондо»),
- Віктора Косенка («Соната»),
- Андрія Гнатишина («Думка», «Гумореска», «Канцона», «Коляда», «Колискова»),

а також: Луїджі Боккеріні, П'єтро Локателлі, Жана Батиста Бреваля, Йоганна Себастьяна Баха, Августа Страдаля, Людвіга ван Бетховена, Макса Реґера, Габріеля Форе, Давіда Поппера, Едуара Лало, Каміля Сен-Санса, Петра Чайковського, Сергія Борткевича, Юліуса Кленґеля, Енріке Ґранадоса.